# Кубок Північної Кореї з футболу 2016
Кубок Північної Кореї з футболу 2016 — 4-й розіграш кубкового футбольного турніру у Північній Кореї. Титул володаря кубка вчетверте поспіль здобув 25 квітня.

## Календар
| Раунд           | Дата                      | Матчі | Клуби  |
| --------------- | ------------------------- | ----- | ------ |
| Груповий турнір | 27 липня - 24 серпня 2016 | 36    | 13 → 4 |
| 1/2 фіналу      | 26 серпня 2016            | 2     | 4 → 2  |
| Фінал           | 28 серпня 2016            | 1     | 2 → 1  |

## Фінал
| Команда 1      | Рахунок      | Команда 2 |
| -------------- | ------------ | --------- |
| 28 серпня 2016 |              |           |
| 25 квітня      | 2:2 пен. 3:2 | Хвепуль   |